# Ladislao Diwa
Ladislao Diwa y Nocon (27 tháng 6 năm 1863 - 12 tháng 3 năm 1930) là một nhà yêu nước người Philippines, một trong số những người sáng lập ra tổ chức Katipunan khởi xướng cuộc Cách mạng Philippines chống lại Thực dân Tây Ban Nha năm 1896.

## Những năm đầu
Ông sinh ra ở San Roque, Cavite và là con của Mariano Diwa và Cecilia Nocon. Ông được học tại Colegio de San Juan de Letran và sau đó học nghề linh mục tại Trường Đại học Santo Tomas. Nhưng ông đã bỏ nghề linh mục để theo đuổi nghề luật sư. Ông tin rằng với tình trạng bất ổn chính trị trong nước, ông có thể chứng tỏ năng lực của mình khi làm luật sư so với làm linh mục
Trong khi đang học luật, ông gặp Andrés Bonifacio, người thường phân phát tài liệu của tổ chức Phong trào Tuyên truyền bên trong khuôn viên Trường Đại học. Hai người trở thành bạn thân của nhau và sau đó Diwa lên tàu đến nhà của Bonifacio ở Tondo, Manila và gặp Teodoro Plata.

## Tổ chức Katipunan
Sau khi hoàn tất các nghiên cứu luật, Diwa được bổ nhiệm làm thư ký tại tòa án quận Quiapo, Manila. Trong thời gian làm ở tòa án, Diwa gia nhập La Liga Filipina và trở thành thư ký của hội đồng La Liga ở Trozo (Tondo, Manila), dưới sự chỉ đạo của Bonifacio. Tuy nhiên, José Rizal, người thành lập La Liga đã bị bắt vài ngày sau khi La Liga được thành lập và bị trục xuất đến đảo Dapitan.
Mặc dù là thành viên của La Liga và đã tiến hành cải cách ôn hoà, Diwa, Bonifacio và Plata đã nhận ra rằng chỉ có đấu tranh vũ trang là cách duy nhất để giành được độc lập từ Thực dân Tây Ban Nha. Sau khi nghe tin José Rizal bị trục xuất, vào ngày 7 tháng 7 năm 1892, Diwa đã cùng những người bạn của ông mở một cuộc họp và thành lập một tổ chức bí mật tên là Katipunan. Cuộc họp này cũng có sự tham dự của Deodato Arellano, Valentin Díaz và José Dizon.
Diwa đã đóng góp cho sự mở rộng của Katipunan tới vùng nông thôn vì ông chuyển sang tòa án ở tỉnh Pampanga. Những thành viên Katipunan ở các tỉnh Bulacan, Tarlac và Nueva Ecija đã được Diwa giới thiệu và kết nạp vào Katipunan. Một trong những thành viên đáng chú ý nhất mà Diwa đã kết nạp là Francisco Macabulos, người sau này sẽ trở thành một trong những trụ cột của Cách mạng Philippines.

## Cách mạng
Chính quyền Thực dân Tây Ban Nha đã bắt Diwa ngay sau khi Katipunan bị phát hiện vào tháng 8 năm 1896. Diwa bị bắt tại Betis, Bacolor, Pampanga và bị áp giải tới Manila. Ông bị giam ở Fort Santiago trong cùng một phòng giam với Teodoro Plata, người đã bị bắt trước ông. Chính quyền Thực dân Tây Ban Nha sau đó đã thực hiện một loạt các vụ hành quyết để dập tắt cuộc nổi dậy, kể cả José Rizal cũng bị xử tử bằng súng trường ngày 30 tháng 12 năm 1896 vì bị nghi ngờ là thủ lĩnh của phong trào.
Vào ngày 6 tháng 2 năm 1897, Teodoro Plata và những người khác bị xử tử tại cánh đồng Bagumbayan. Bốn ngày sau, Diwa bất ngờ được thả ra trong một cuộc trao đổi tù nhân giữa Chính quyền Thực dân Tây Ban Nha và các nhà Cách mạng người Philippines. Ông đã chạy trốn đến Cavite để gia nhập quân đội Cách mạng của Mariano Trías, nhưng toàn tỉnh đã bị bao vây và ông đã phải bí mật vượt qua kẻ thù. Sau khi gia nhập vào quân đội cách mạng, ông đã trở nên tích cực trong chiến đấu dưới quyền Leopoldo Garcia và đã có công trong việc khiến quân đội Tây Ban Nha phải đầu hàng. Do đó, Diwa được thăng Đại tá trong quân đội cách mạng. Khi nền Đệ nhất Cộng hòa Philippines được thành lập, ông được bầu làm Thống đốc dân sự đầu tiên của Cavite.

## Thời kỳ Philippines thuộc Mỹ
Khi Chiến tranh Philippines - Mỹ nổ ra vào năm 1898, Diwa lại gia nhập quân đội của Mariano Trías và được bổ nhiệm làm thư ký. Sau khi Emilio Aguinaldo bị bắt tại Palanan, Isabela vào ngày 23 tháng 3 năm 1901, cả hai đều đầu hàng Mỹ tại Indang, Cavite. Diwa sau đó được bổ nhiệm làm thư ký tòa án của Toà án sơ thẩm Cavite. Ông cũng sang lập và dạy tại Đại học Ligaya tại quê nhà. Ông sau đó đã nghỉ hưu và làm việc tại trang trại của mình ở Tagaytay và Mendez. Ông mất vì chứng viêm thận vào ngày 12 tháng 3 năm 1930. Ông đã kết hôn hai lần và có tổng cộng 8 người con.
Trường Tiểu học Caridad ở Cavite được đổi tên thành Trường Tiểu học Ladislao Diwa để vinh danh ông vào tháng 11 năm 1964.